# Дулихий
Дулихий (др.-греч. Δουλίχιον, Doulíkhion), также называемый Долиха (др.-греч. Δολίχα, Dolíkhā) или Долихе (др.-греч. Δολίχη) был известен как место, отмеченное многими древними авторами как город, другими же — как остров на побережье Ионического моря близ Акарнании, Греция. В «Илиаде» в Каталоге кораблей говорится, что Мегет, сын Филея, привёл 40 кораблей в Трою из Дулихия и священных островов, которые он называет Echinae (Эхинады), которые расположены за морем, напротив Элиды.
Филей был сыном Авгия, царя племени элейцев в Элиде, который эмигрировал в Дулихий, потому что навлёк на себя гнев своего отца. В Одиссее, однако, подразумевается, что Дулихий является частью царства Одиссея, а не царства Мегеса. В Одиссее островом правит царь Акастус (Од.14,36-6), и в нём находится самое большое число поклонников; в общей сложности пятьдесят два, во главе с Амфиномом, фаворитом Пенелопы из-за его доброй натуры (Od. 16. 247-8; 394-398). Одиссей, замаскированный под нищего Аэтона из Крита, утверждает, что он прибыл на Итаку по пути из Теспротии в Дулихий, где его должен был принять царь Дулихия. Дулихий часто упоминается наряду с Самой, Закинфом и Итакой как один из островов, связанных с территориальными владениями Одиссея, и славящийся своим плодородием. Тем не менее, в Одиссее нет прямого заявления, что Дулихий является субъектом, подчиняющимся правлению царства Итаки.
Расположение Дулихия вызывало много споров в древности. Гелланик предположил, что это было древнее название Кефалонии; Андрон полагал, что это был один из городов Кефалонии, который, как думал Ферекид, был Пале, поддерживая мнение Павсания. Тем не менее, Страбон утверждает, что Дулихий был одним из Эхинад, и отождествляет его с Долихой (ἡ Δολίχα), островом, который он описывает как расположенный напротив Эниад и устья Ахелоя, и в 100 стадиях от мыса Аракса в Элиде. Долиха может быть тем же самым островом, что теперь носит синонимичное наименование Макри, полученное из-за его длинной узкой формы.
Большинство современных авторов следуют за Страбоном в соединении Дулихия с Эхинадами, хотя кажется невозможным окончательно идентифицировать его с каким-либо конкретным островом. По словам Уильяма Лика, Петалас, являясь крупнейшим из Эхинад и обладающий преимуществом двух хорошо защищенных гаваней, кажется, больше прочих подходит под право считаться древним Дулихием. Это, действительно, простая скала, но отделённая лишь проливом в несколько сотен метров от плодородных равнин в устье Ахелуса и реки Оении, её естественные недостатки, возможно, были этим устранены, и эпитеты травянистости и изобилия в пшенице, что Гомер относит к Дулихию — Δουλιχίου πολυπύρου, ποιήεντος — могут быть отнесены к части этой территории. Но Лик справедливо добавляет, что в «Илиаде» или «Одиссее» нет никаких доказательств того, что Дулихий, хотя и возглавлял островную конфедерацию, сам по себе был островом, поэтому, вполне возможно, он был городом на побережье Акарнании, напротив Эхинад, возможно, в Трагамести, или, более вероятно, в гавани, названной Панделеймона или Платия, которая отделена только проливом в миле или двух от Эхинад. Вильгельм Дёрпфельд поддержал теорию Гелланика о том, что Дулихий был гомеровским именем Кефалонии.
Другая версия — Дулихий расположен примерно в 3 километрах от острова Кефалония, но, как сообщается, затонул после землетрясения.